# Ту-125
Ту-125 — нереализованный проект по разработке сверхзвукового бомбардировщика дальнего действия для советских ВВС.
Разработка началась в 1958 году для возможной будущей замены бомбардировщика Ту-22 (серийный выпуск которого освоен в 1959 году). Обозначение «Ту-125» использовалась внутри ОКБ Туполева, но поскольку самолёт так и не был построен, он так и не получил военного обозначения. Для самолёта была выбрана аэродинамическая схема «утка» с треугольной формой крыла и стабилизатора. Два турбореактивных двигателя (Кузнецов НК-6 или НК-10 (230—240 кН)) должны были быть установлены в мотогондолах под крыльями. Рассматривался также вариант с четырьмя турбореактивными двигателями Туманского Р-15Б-300 в двух мотогондолах. Фюзеляж и крылья планировалось изготавливать из титановых и алюминиевых сплавов.